# Oliwer Kaski
Oliwer Kaski (ur. 4 września 1995 w Pori) – fiński hokeista, reprezentant Finlandii.
Jego ojciec Olli (ur. 1967) także został hokeistą.

## Kariera
- Ässät U16 (2010-2011)
- Ässät U16 II (2010-2011)
- KJK U17 (2011-2012)
- Ässät U17 (2011-2012)
- Dallas Penguins 18U AA (2011/2012)
- Ässät U18 (2012-2013)
- Ässät U20 (2013-2015)
- Western Michigan Broncos  (2015-2016)
- HIFK (2016-2018)
  -  HIFK U20 (2016/2017)
  -  Kiekko-Vantaa (2016/2017)
- Pelicans (2018-2019)
- Grand Rapids Griffins (2019)
- Charlotte Checkers (2019-2020)
- Awangard Omsk (2020-2022)
- HC Lugano (2022-)
- HV71 (2022-)

Wychowanek klubu Porin Ässät w rodzinnym mieście. Rozwijał karierę w drużynach juniorskich Ässät do 2015. Od tego roku przez jeden pełny sezon występował w drużynie Western Michigan Broncos z amerykańskiej uczelni Western Michigan University w lidze NCAA. W listopadzie 2016 wrócił do ojczyzny i przez dwa lata był zawodnikiem stołecznego klubu HIFK. W kwietniu 2018 przeszedł do Pelicans. W maju 2019 podpisał kontakt występujący do NHL z klubem Detroit Red Wings. Występował jednak w jego zespole farmerskim, Grand Rapids Griffins w AHL. W grudniu 2019 został przetransferowany do Carolina Hurricanes i w tym przypadku także grał w farmie Charlotte Checkers z AHL. W czerwcu 2020 został zaangażowany przez Awangard Omsk z KHL. Tam w czerwcu 2021 przedłużył umowę o rok. W trakcie fazy play-off sezonu 2021/2022 w marcu 2022 odszedł z klubu. W maju został zaangażowany przez HC Lugano w Szwajcarii. W grudniu 2022 przeszedł do szwedzkiego HV71.
Uczestniczył w turniejach mistrzostw świata edycji 2019, 2021.

## Sukcesy
Reprezentacyjne
- Złoty medal mistrzostw świata: 2019
- Srebrny medal mistrzostw świata: 2021

Klubowe
- Brązowy medal U16 SM-sarja: 2011 z Ässät U16
- Brązowy medal U20 SM-liiga: 2014 z Ässät U20
- Brązowy medal mistrzostw Finlandii: 2018 z HIFK
- Pierwsze miejsce w Dywizji Czernyszowa w sezonie zasadniczym: 2021 z Awangardem Omsk
- Puchar Gagarina: 2021 z Awangardem Omsk
- Złoty medal mistrzostw Rosji: 2021 z Awangardem Omsk

Indywidualne
- Liiga (2018/2019):
  - Najlepszy zawodnik miesiąca - styczeń 2019
  - Pierwsze miejsce w klasyfikacji strzelców wśród obrońców w sezonie zasadniczym: 19 goli (Trofeum Juhy Rantasili)
  - Pierwsze miejsce w klasyfikacji kanadyjskiej wśród obrońców w sezonie zasadniczym: 50 punktów
  - Trofeum Juhy Rantasili – najwięcej goli wśród obrońców w sezonie zasadniczym: 19 goli
  - Trofeum Lassego Oksanena – najlepszy zawodnik w sezonie zasadniczym
  - Trofeum Pekki Rautakallio – najlepszy obrońca sezonu
  - Skład gwiazd sezonu
- KHL (2020/2021):
  - Trzecie miejsce w klasyfikacji strzelców wśród obrońców w sezonie zasadniczym: 13 goli
  - Pierwsze miejsce w klasyfikacji asystentów wśród obrońców w fazie play-off: 7 asyst
  - Pierwsze miejsce w klasyfikacji kanadyjskiej wśród obrońców w fazie play-off: 10 punktów
  - Złoty Kask (przyznawany sześciu zawodnikom wybranym do składu gwiazd sezonu)
- KHL (2021/2022):
  - Pierwsze miejsce w klasyfikacji strzelców wśród obrońców w sezonie zasadniczym: 13 goli
  - Drugie miejsce w klasyfikacji kanadyjskiej wśród obrońców w sezonie zasadniczym: 33 punkty